# Shaohao
Shaohao o Shao Hao (少昊S, ShàohàoP; anche noto come Jin Tian 金天S; fl. XXVII secolo a.C.) è stato un mitico imperatore cinese vissuto intorno al 2600 a.C..

## Biografia
Secondo alcune tradizioni (ad esempio il Classico della storia), era uno dei Cinque Imperatori dell'antica mitologia cinese.
La leggenda narra che sua madre, una dea tessitrice, fosse una bella fata di nome Huange che s'innamorò del pianeta Venere mentre andava alla deriva sulla Via Lattea. I due trascorsero insieme in intimità molte notti sulla zattera di lei e generarono un figlio. Ben presto venne alla luce Shaohao, che crebbe fino a diventare un bel giovane con un grande potenziale. Il suo prozio, Huang Di, era così impressionato da lui che lo nominò Dio dei Cieli Occidentali.
Il mito racconta che Shaohao creò un regno tra le cinque montagne del Paradiso Orientale, abitato da diversi tipi di uccelli. Come governante di questa terra dal punto di vista burocratico, assunse l'identità di un avvoltoio. Altri uccelli lavoravano sotto di lui, ad esempio una fenice come suo Lord Cancelliere, un falco a cui delegò la legge e un piccione che era incaricato dell'istruzione. Scelse poi le quattro stagioni dell'anno per vigilare sugli altri uccelli.
Sebbene il suo regno fosse stato prospero per molti anni, Shaohao si trasferì ad ovest e affidò il regno degli uccelli a suo figlio Chong. Con un secondo figlio, Ru Shou, fece ritorno sulla Montagna di Changliu, dove poté governare sui Cieli Occidentali. Insieme come padre e figlio, erano responsabili del tramonto quotidiano del sole. In aggiunta, si attribuiva a Shaohao l'introduzione in Cina del liuto a venticinque corde.
A parte le leggende, Shaohao è considerato generalmente come figlio dell'Imperatore giallo Huang Di. Era il capo del popolo Yi, e spostò la loro capitale a Qufu nello Shandong. Dopo aver governato per ottantaquattro anni, gli succedette suo nipote Zhuanxu.
La tradizione colloca la tomba di Shaohao, edificata molto probabilmente durante la dinastia Song a forma di grande piramide, nell'attuale villaggio di  Jiuxian ("vecchia prefettura"), ad est di Qufu, nella provincia dello Shandong.